# Dezerter (film 1958)
Dezerter – polski film wojenny z 1958 roku w reżyserii Witolda Lesiewicza.
Zdjęcia kręcono w Sosnowcu i w Kopalni Węgla Kamiennego Siemianowice w Siemianowicach Śląskich.

## Główne role
- Maria Ciesielska – Elżbieta Karolek
- Józef Nowak – Robert
- Wanda Łuczycka – Barbara Karolek, matka Elżbiety
- Mariusz Dmochowski – hauptsturmführer Franz Steiner
- Wiesław Gołas – Heinrich
- Mieczysław Serwiński – Śliwiok
- Jerzy Nowak – Klein
- Adolf Chronicki – dowódca Steinera
- Irena Szymkiewicz – pielęgniarka Erna
- Barbara Modelska – barmanka
- Michał Leśniak – Szubert, nadzorca w kopalni
- Kazimierz Lewicki – ksiądz
- Zygmunt Zintel – zawiadowca kopalni

## Fabuła
Robert – Polak przymusowo wcielony do Wehrmachtu – ucieka z wojska i zabija gestapowca, który go ścigał. Ukrywa się w piwnicy mieszkania Karolkowej, wdowy po górniku. Jej córka Elżbieta przeprowadza go po kopalni, gdzie pracuje jako sanitariuszka. Chowa go w starych chodnikach, ale tropi go volksdeutsch Heinrich. Robert go zabija, broniąc Elżbiety, która przynosi mu jedzenie. Ukrywają się w komorze, gdzie przechowywany jest skarb kościelny. Pomoc dla nich organizuje Śliwiok – stary górnik. Gestapo zaczyna poszukiwania Heinricha w kopalni. Robert i Elżbieta uciekają przed pościgiem zalanym korytarzem, potem szybem wentylacyjnym.